# Baní
Baní is een stad in de Dominicaanse Republiek; het is de hoofdstad van de provincie Peravia en heeft 164.000 inwoners. In Baní loopt een belangrijk waterzuiveringsproject.

## Bestuurlijke indeling
De gemeente bestaat uit tien gemeentedistricten (distrito municipal):
Baní, Catalina, El Carretón, El Limonal, Las Barías, Matanzas, Paya, Sabana Buey, Villa Fundación en Villa Sombrero.

## Geboren
- Manuel de Regla Mota (1795-1864), president van de Dominicaanse Republiek
- Máximo Gómez (1836-1905), Cubaans onafhankelijkheidsstrijder
- Marcos Antonio Cabral (1842-1903), president van de Dominicaanse Republiek

- Biblioteca Nacional de España: XX5438997
- Library of Congress Control Number: n85081726
- Nationale Bibliotheek van Israël: 987007557765205171
- Système universitaire de documentation: 235307963
- Virtual International Authority File: 134930092
- WorldCat: E39PBJj4vbYc7fhVjrXVrF3CwC

Azua · Bajos de Haina · Baní · Barahona · Boca Chica · Bonao · Comendador · Cotuí · Dajabón · El Seibo · Hato Mayor · Higüey · Jimaní · La Romana · La Vega · Los Alcarrizos · Mao · Moca · Monte Cristi · Monte Plata · Nagua · Neiba · Pedernales · Puerto Plata · Sabaneta · Salcedo · Samaná · San Cristóbal · San Francisco de Macorís · San José de Ocoa · San Juan · San Pedro de Macorís · Santiago · Santo Domingo de Guzmán · Santo Domingo Este · Santo Domingo Norte · Santo Domingo Oeste